# Fengrun
Fengrun (en chino, 丰润; pinyin, Fēng·Rùn) es un distrito urbano bajo la administración directa de la Prefectura Tangshan  en la Provincia de Hebei, República Popular China.  Su área es de 1266 km² y su población total para 2010 superó los 900 mil habitantes.

## Administración
Desde julio de 2023, el  Distrito Fengrun se divide en 24 pueblos que se administran en 3 subdistritos, 19   poblados y 2 villas.

## Toponimia
Se llamó Fengrun (丰闰) por primera vez en la dinastía Jin (1209). Durante la dinastía Ming (1368), se le agregó el radical agua  氵 a Run (润) quedando Fengrun (丰润) cambiando la escritura, pero manteniendo la misma pronunciación.
Según se dice, este lugar se llama Feng 'abundante' y Run 'húmedo' porque está rodeado de montañas y manantiales que brotan del suelo y fluyen hacia los ríos. Debido a que el condado produce sal, también se dice que  llama Feng 'abundante y Run 'rico'.